# قائمة التحقيقات المثيرة للجدل بالمغرب
هذه القائمة تسرد عددا من التحقيقات القضائية والإدارية الخاصة (ad hoc) التي تم إعلانها من طرف السلطات المغربية في العهد الحديث، والتي ارتبطت بقضايا وحوادث مهمة وجدلية بالنسبة للرأي العام والمشهد السياسي المغربي.
تتنوع طبيعة هذه التحقيقات بين:
- التحقيقات القضائية التي تكون بإشراف النيابة العامة.
- التحقيقات الإدارية التي تكون بمبادرة من السلطة التنفيذية (الملك أو الحكومة) وتباشرها مفتشيات وزارية (مثلا: الداخلية، مفتشية المالية...).
- تحقيقات لجان برلمانية مختصة (مكونة من أعضاء مجلسي النواب والمستشارين).

تكمن أهمية هذه التحقيقات في التاريخ المغربي الحديث في كونها خلقت جدلا من منظور مبدأ ربط المسؤولية بالمحاسبة وبعدم الإجماع حول مخرجاتها والتشكيك في نتائجها، إضافة إلى وسمها من طرف الفاعلين السياسيين والحقوقيين المغاربة والدوليين بكونها مجرد مناورات لتهذئة الرأي العام بدون أهداف محاسبة أو إعمال القانون. بعض التحقيقات المعلنة شابها أيضا غموض في نشر نتائجها من عدمه.

## تحقيقات مرتبطة بحوادث أو كوارث
| التحقيق                                                                                       | الهيئة المحققة                                                                        | تاريخ | تفاصيل | نتائج البحث |
| --------------------------------------------------------------------------------------------- | ------------------------------------------------------------------------------------- | ----- | --- | --- |
| التحقيق المتعلّق بحادثة فياضانات جهة گلميم                                                     |                                                                                       | 2014  | | |
| التحقيق المتعلّق بحادثة انفجار شاحنة غاز مُهرّب بعد اصطدامها بحافلة تنقل تلاميذ قرب مدينة طانطان | وزارة الداخلية                                                                        | 2015  | تمّ الإعلان عن فتح هذا التحقيق بعد مقتل 34 شخص جلهم أطفال في حادث مروري بمدينة طانطان المغربية. الحادث وقع في الساعة السابعة صباحا عندما إصطدمت شاحنة مهربة بالوقود بحافلة ركاب قادمة من مدينة بوزنيقة مما أدى إلى إحتراق الضحايا. | |
| التحقيق المتعلّق بحادث قطار سيدي بوقنادل                                                       | النيابة العامة (وكيل الملك لدى المحكمة الابتدائية بسلا) والمكتب الوطني للسكك الحديدية | 2018  | انقلاب قطار تابع للمكتب الوطني للسكك الحديدية واصطدامه بقنطرة على مستوى منطقة بوقنادل (7 قتلى وإصابة 125 آخرين) | إرجاء سبب الحادثة إلى السرعة والخطأ البشري، واتهام سائق القطار بالقتل والجرح الخطأ. تقارير صحفية أشارت إلى احتمال وجود خلل تقني في السكة الحديدية على مستوى موقع الحادث. |
| التحقيق المتعلّق بظهور بؤرة وبائية بمنطقة للا ميمونة خلال جائحة فيروس كورونا                   | النيابة العامة (وكيل الملك لدى محكمة الاستئناف بالقنيطرة)                             | 2020  | | |

## تحقيقات مرتبطة باحتجاجات سياسية أو اجتماعية
| التحقيق                                                                                            | الهيئة المحققة                    | تاريخ | تفاصيل | نتائج البحث |
| -------------------------------------------------------------------------------------------------- | --------------------------------- | ----- | --- | ----------- |
| التحقيق المتعلّق بحادثة العثور على خمس جثث محروقة بمؤسسة بنكية بمدينة الحسيمة يوم عشرين فبراير 2011 |                                   | 2011  | |             |
| التحقيق المتعلّق بتدخّل الشرطة تجاه المحتجّين عن العفو الملكي عن مغتصب الأطفال                        | وزارة العدل                       | 2013  | أعلن وزير العدل والحريات مصطفى الرميد في القناة الثانية المغربية بأن وزارته ستفتح تحقيقا حول تعنيف المحتجين عن العفو الملكي عن مغتصب الأطفال يوم 2 غشت 2013. |             |
| التحقيق في وفاة عبد الله حاجيلي على إثر مظاهرات الأساتذة المتعاقدين.                               | الوكيل العام لدى استئنافية الرباط | 2019  | |             |

## تحقيقات مرتبطة بانتهاكات حقوقية
| التحقيق                                                                        | الهيئة المحققة                                                 | تاريخ | تفاصيل | نتائج البحث |
| ------------------------------------------------------------------------------ | -------------------------------------------------------------- | ----- | ------ | ----------- |
| التحقيق المتعلّق بحادثة موت بائع السمك محسن فكري                                | النيابة العامة                                                 | 2016  |        |             |
| التحقيق المتعلّق بڤيديو تعرية ناصر الزفزافي في حالة اعتقال عند الضابطة القضائية | النيابة العامة (وكيل الملك لدى محكمة الاستئناف بالدار البيضاء) | 2017  |        |             |

## تحقيقات مرتبطة بشبهات فساد إداري
| التحقيق                                                               | الهيئة المحققة                          | تاريخ | تفاصيل | نتائج البحث |
| --------------------------------------------------------------------- | --------------------------------------- | ----- | ------ | ----------- |
| التحقيق المتعلّق بالعفو الملكي عن مغتصب الأطفال الإسباني دانيال گالڤان |                                         | 2013  |        |             |
| التحقيق المتعلّق بوفاة 28 عاملة بمعمل للنسيج بطنجة                     | الوكيل العام بالمحكمة الاستئنافية بطنجة | 2021  |        |             |

## تحقيقات مرتبطة بشبهات فساد اقتصادي
| التحقيق                                           | الهيئة المحققة | تاريخ                           | تفاصيل | نتائج البحث |
| ------------------------------------------------- | -------------- | ------------------------------- | ------ | --- |
| التحقيق المتعلّق بتدبير بنك القرض العقاري والسياحي | لجنة برلمانية  | 12 يوليوز 2000 إلى 9 يناير 2001 |        | الإقرار بوجود اختلاسات ومخالفات في الفترة بين 1985 و1999، مما أدى لاحقا إلى الحكم غيابيا على مدير المؤسسة مولاي الزين الزاهيدي ب10 سنوات. |